# Mission of Burma
I Mission of Burma sono un gruppo post-punk statunitense formatosi a Boston nel 1979. La band era composta da Roger Miller (voce/chitarra), Clint Conley (voce/basso), Peter Prescott (voce/batteria) e Martin Swope (ingegnere del suono). Miller, Conley e Prescott si alternavano alla voce e al songwriting.

## Storia dei Mission of Burma
Nei primi anni di attività la popolarità del complesso era limitata alla zona di Boston, con tutte le registrazioni pubblicate da una piccola etichetta locale, la Ace of Hearts Records. Nonostante l'iniziale successo la band si sciolse nel 1983 a causa dell'acufene di Miller, dopo aver pubblicato un unico album, Vs.. I Mission of Burma si sono riformati nel 2002, con Bob Weston al posto di Swope, e hanno da allora pubblicato tre nuovi album, ONoffON, The Obliterati e The Sound the Speed the Light.
Tra i primi gruppi ad approcciare il punk in chiave sperimentale, sono considerati tra i fondatori dell'alternative rock statunitense.

## Formazione
- Roger Miller - voce, chitarra
- Clint Conley - voce, basso
- Peter Prescott - voce, batteria
- Martin Swope - ingegneria del suono (1979 - 1983)
- Bob Weston - ingegneria del suono (2002 - oggi)

## Discografia

### Album in studio
- 1982 - Vs. (Ace of Hearts Records)
- 2004 - ONoffON (Matador Records)
- 2006 - The Obliterati (Matador)
- 2009 - The Sound the Speed the Light (Matador)
- 2012 - Unsound (Fire)

### EP
- 1981 - Signals, Calls, and Marches (Ace of Hearts)
- 1988 - Peking Spring (Taang!)
- 2004 - Four Hands EP (Matador)

### Singoli
- 1980 - Academy Fight Song/Max Ernst (Ace of Hearts)
- 1982 - Trem Two/OK/No Way (Ace of Hearts)
- 1994 - Active in the Yard/Active in the Yard (Taang! Records)
- 2004 - Dirt/Falling

### Live
- 1985 - The Horrible Truth About Burma (Ace of Hearts)
- 2004 - Snapshot (Matador)
- 2009 - Rhapsody Originals (Rhapsody Records)

### Raccolte
- 1988 - Mission of Burma (Rykodisc)
- 1988 - Forget (Taang! Records)
- 1990 - Let There Be Burma (Emergo Records/Taang!)
- 2004 - Accomplished: The Best of Mission of Burma (Rykodisc)
- 2004 - A Gun to the Head: A Selection from the Ace of Hearts Era (Rykodisc, 2004)

### Apparizioni in compilation
- 2006 - 12 Classic 45s (Ace of Hearts)